# 표랑청춘
표랑청춘(Drifting Flowers)은 대만에서 제작된 제로 추 감독의 2008년 영화이다.

## 출연
- 파이친잉 - 메이고 역
- 팡쓰위 - 징 역
- 루이칭 - 릴리 역
- 샘왕 - 옌 역